# Ricardo Canales
Ricardo Gabriel Canales Lanza (La Ceiba, 30 de maio de 1982) é um futebolista profissional hondurenho que atua como goleiro. Atualmente, joga pelo Victoria.

## Carreira
Canales representou a Seleção Hondurenha de Futebol na Copa do Mundo de 2010.